# Hexafluoroplatinate de xénon
L'hexafluoroplatinate de xénon est le composé obtenu par l'action de xénon sur de l'hexafluorure de platine, réaction qui démontra en 1962 que ce gaz noble n'est pas chimiquement inerte. Neil Bartlett à l'université de la Colombie-Britannique formula ce produit comme Xe+[PtF6]−, bien que des travaux postérieurs aient suggéré que le produit de Bartlett était plutôt un mélange d'espèces moléculaires qui ne contenait pas ce sel précis.

## Préparation
L'hexafluoroplatinate de xénon se prépare à partir de xénon et d'hexafluorure de platine PtF6 en solution gazeuse dans de l'hexafluorure de soufre SF6. La réaction se déroule à 77 K en se réchauffant lentement.

## Structure
La structure du produit obtenu n'est sans doute pas Xe+(PtF6)−, comme proposé initialement : le principal problème avec cette formule est l'ion Xe+, qui aurait tendance à dimériser ou à capturer un atome de fluor pour former XeF+. Des analyses plus poussées laissent envisager la présence d'un mélange de plusieurs espèces moléculaires, :
- XeF+[PtF6]− ;
- XeF+[Pt2F11]− ;
- [Xe2F3]+[PtF6]−.

On a affaire à un complexe de fluorure de platine anionique octaédrique avec des cations de xénon. Un modèle structurel a été proposé dans lequel le fluorure de platine forme un réseau polymérique chargé négativement avec des cations de xénon ou de fluorure de xénon piégés dans ses défauts. La préparation de XePtF6 en solution dans le fluorure d'hydrogène donne un solide caractérisé comme un réseau polymérique de (PtF5)n avec des cations XeF+.